# Seoni
Seoni és una ciutat i municipalitat de Madhya Pradesh, capital del districte de Seoni. La ciutat és famosa com escenari (amb el nom de Seeonee) de les aventures de Mowgli en el llibre de la Jungla de Rudyard Kipling (1894 - 1895), però la zona fa molt de temps que ja no és jungla. Està situada a 22° 05′ N, 79° 32′ E / 22.08°N,79.53°E. Consta al cens del 2001 amb una població de 89.799 habitants i va superar el cents mil el 2004. Un segle abans, el 1901, tenia 11.864 habitants.

## Història
Fou fundada el 1774 pel governador paixtu de Chhapara, que hi va traslladar la seva residència en un fort construït a l'efecte que encara es conserva. La municipalitat es va crear el 1867.